# Château de Greystoke
Le château de Greystoke est une demeure historique qui se trouve dans le village de Greystoke à 8 km à l'ouest de Penrith dans le comté de Cumbria dans le nord de l'Angleterre.

## Histoire
En 1069, après la conquête normande, le propriétaire anglais Ligulf de Greystoke se voit réattribuer sa terre et il construit une tour en bois entourée d'un pale (ou pele). La première structure en pierre du site est construite en 1129 par Ivo, son petit-fils. Le bâtiment grandit pour devenir une grande tour pele et au XIV après que William de Greystoke ait obtenu une licence royale pour le créneler, le château est encore agrandi.
En 1571, le château appartient à Thomas Howard (4e duc de Norfolk) et Comte-maréchal d'Angleterre par son mariage avec la famille Dacre, les propriétaires précédents. Les Howard sont catholiques et royalistes et, par conséquent, pendant la guerre civile, le château est dévasté par les troupes parlementaires du général Lambert en 1648.
Le château est agrandi et remanié en 1789. Puis, entre 1838 et 1848, le château est reconstruit selon une conception d'Anthony Salvin, incorporant les structures plus anciennes, notamment la tour Pele, et les domaines sont transformés par Charles Howard en une ferme moderne. En 1868, la maison prend feu et de nombreux trésors et œuvres d'art sont perdus. Cependant, le château est reconstruit sous Henry Howard, à nouveau par Salvin.
Pendant la Seconde Guerre mondiale, le château et le domaine sont réquisitionnés par l'armée en tant que zone d'entraînement des conducteurs de chars. Le château lui-même devient un camp de prisonniers de guerre. Par conséquent, de nombreux dommages sont causés à la fois au bâtiment et au domaine pendant cette période. En 1950, Stafford Howard, le fils de Stafford Howard, hérite du domaine et entame une nouvelle période de restauration. Il est maintenant géré par son fils, Neville.
Le château n'est pas ouvert au public, mais est utilisé comme chambre d'hôtes, lieu d'accueil d'entreprise, formation en gestion de plein air et est autorisé pour les mariages civils.